# Rick Swenson

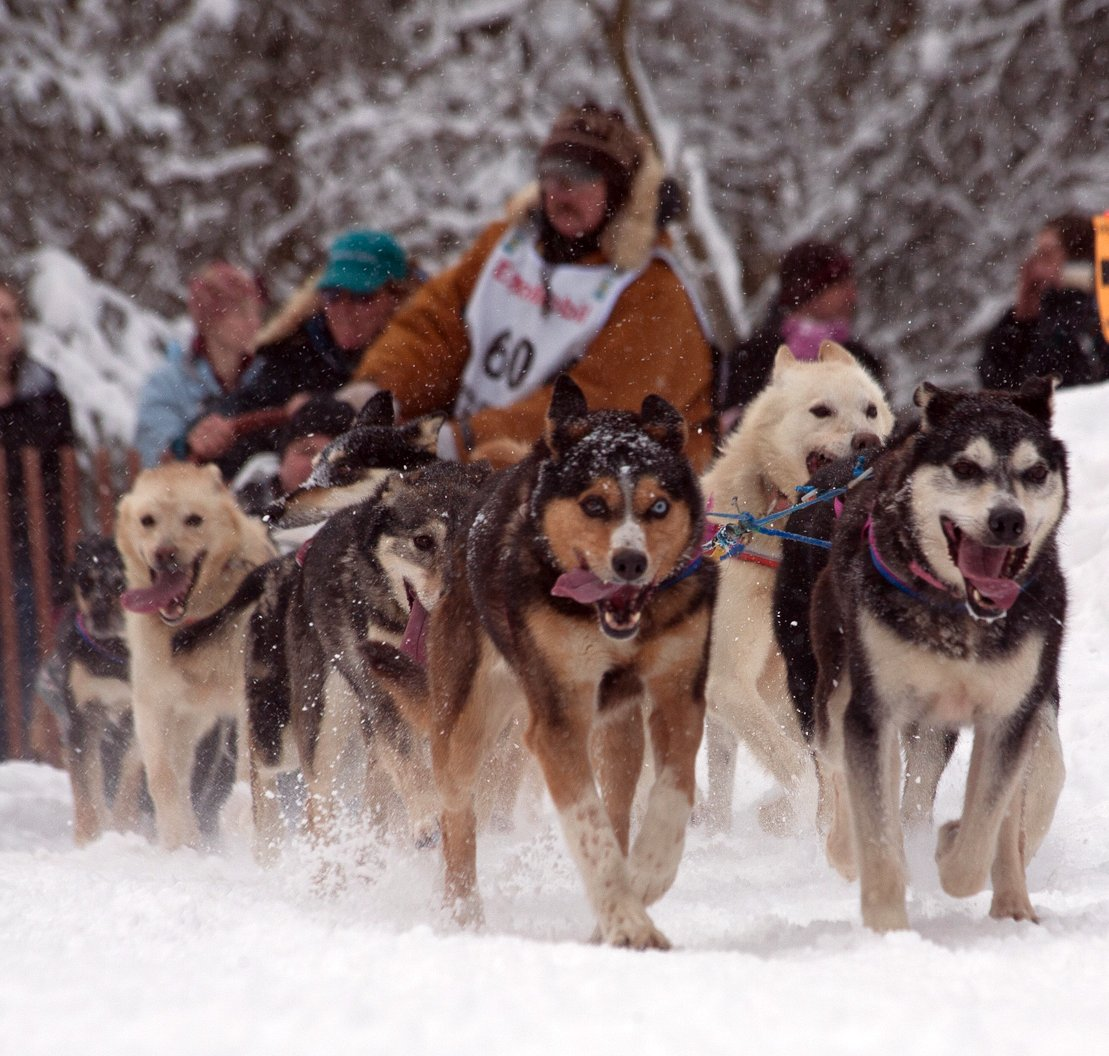
Rick Swenson

Rick Swenson (* 10. prosince 1950, Willmar, Minnesota, USA) je americký závodník v jízdě se psím spřežením. Je rekordmanem závodu Iditarod, který jako jediný jezdec vyhrál pětkrát a to v letech 1977, 1979, 1981, 1982 a 1991. O šesté vítězství v roce 1978 přišel nejtěsnějším způsobem. Dick Mackey ho porazil o čenich vůdčího psa a v závodě, který trval víc než čtrnáct dní, tak rozhodla jediná sekunda. Swenson je držitelem dalšího rekordu Iditarodu: dokončil 26 ročníků a 24krát skončil v první desítce.
Žije v aljašském městě Two Rivers a živí se jako majitel chovné stanice tažných psů.